# Frassino
Frassino (piemontiul: Frasso vagy Frèiso, okcitánul: Fràise) település Olaszországban, Piemont régióban, Cuneo megyében. Lakosainak száma 253 fő (2023. január 1.). Frassino Brossasco, Melle, Sampeyre és San Damiano Macra községekkel határos.

## Népesség
A település lakossága az elmúlt években az alábbi módon változott:
| Lakosok száma | 262  | 271  | 253  |
|               | 2017 | 2018 | 2023 |